# Gare centrale de Coquitlam
La gare centrale de Coquitlam est une gare du district régional du Grand Vancouver  desservie par les systèmes SkyTrain et West Coast Express. Elle est située sur au nord des voies à Coquitlam, en Colombie-Britannique.

## Histoire
La gare StyTrain est ouverte le 24 décembre 2016 pour l'extension Evergreen[réf. souhaitée].